# جیمز استیونس
جیمز استیونس (انگلیسی: James Stephens؛ زادهٔ ۱۸ مهٔ ۱۹۵۱) بازیگر اهل ایالات متحده آمریکا است.
از فیلم‌ها یا مجموعه‌های تلویزیونی که وی در آن‌ها نقش داشته‌است، می‌توان به بافی قاتل خون‌آشام‌ها و گریز اشاره نمود.